# 亞歷山大·伊普斯蘭提斯 (沃伊沃德)
亞歷山大·伊普斯蘭提斯（希臘語：Αλέξανδρος Υψηλάντης，1726年—1807年1月13日），瓦拉幾亞沃伊沃德，伊普斯蘭提斯家族成員，1775年至1782年在位。

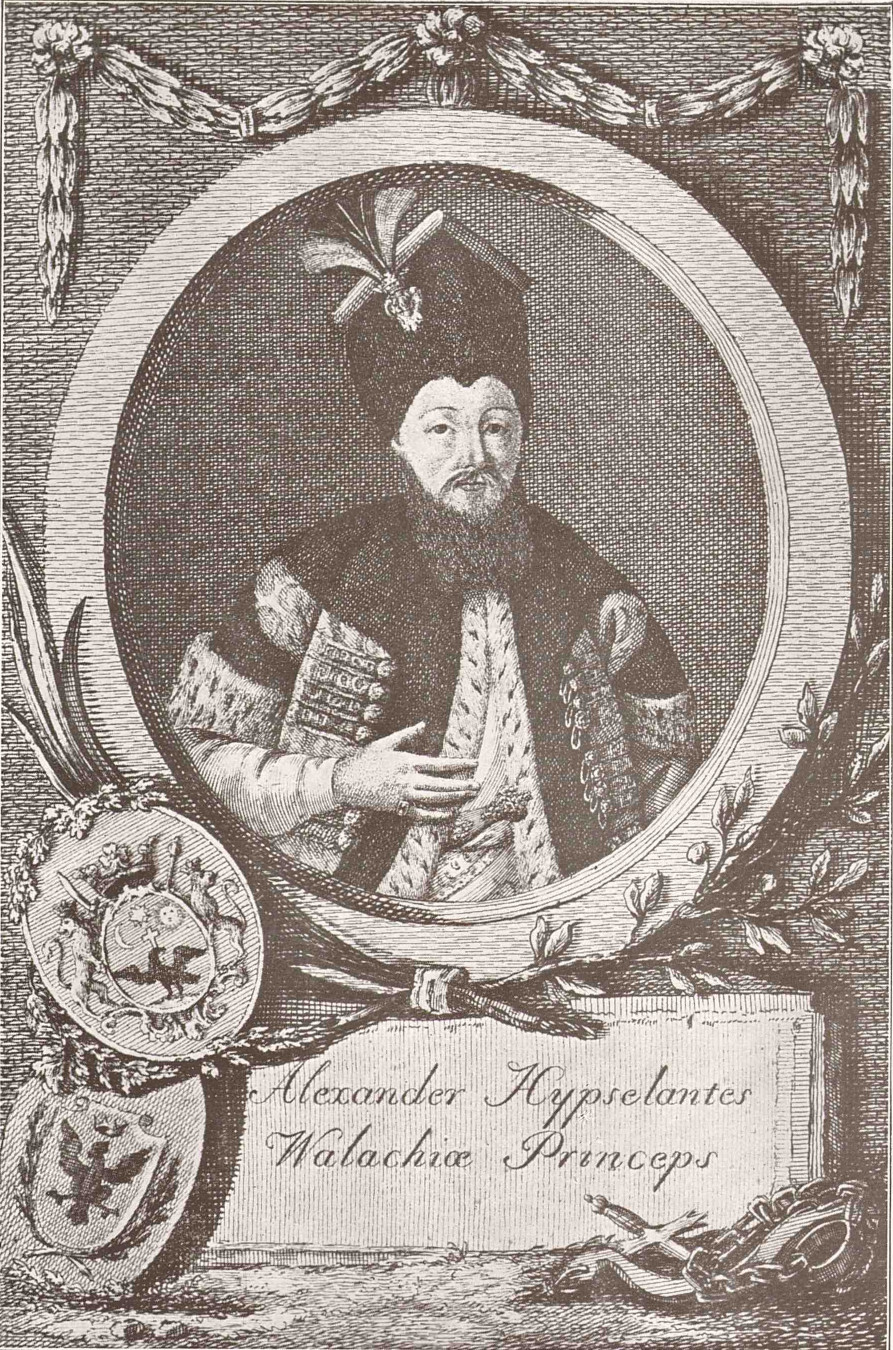

第五次俄土戰爭中，瓦拉幾亞被俄軍佔領，1771年至1774年瓦拉幾亞呈現權力真空的狀態。亞歷山大·伊普斯蘭提斯原為外交官，1775年獲得沃伊沃德之位。關於他在位期間的資料相當匱乏，已知當第六次俄土戰爭於1787年爆發時他已失去王位。著名希臘獨立戰爭英雄亞歷山大·伊普斯蘭提斯是他的孫子。